# Agnieszka Piastowska-Ciesielska
Agnieszka Wanda Piastowska-Ciesielska (ur. 9 marca 1977 Gdańsku) – polska profesorka nauk weterynaryjnych, prorektorka Uniwersytetu Medycznego w Łodzi.

## Życiorys
Ukończyła studia weterynaryjne na Uniwersytecie Warmińsko-Mazurskim w Olsztynie (2002). W 2005 otrzymała w Szkole Głównej Gospodarstwa Wiejskiego w Warszawie stopień doktora nauk weterynaryjnych na podstawie napisanej pod kierunkiem Mikołaja Gralaka dysertacji Wpływ składników biologicznie czynnych pochodzących z soi na skład mineralny i właściwości mechaniczne kości u szczurów. W 2012 uzyskała specjalizację z zakresu użytkowania i patologii zwierząt laboratoryjnych. W 2014 habilitowała się w dziedzinie nauk medycznych na Uniwersytecie Medycznym w Łodzi, przedstawiwszy dzieło Angiotensyna II jako modulator ekspresji receptorów AT1 i AT2, proliferacji oraz migracji komórek prawidłowych i nowotworowych w procesach biologicznych o różnej etiologii. W 2021 otrzymała tytuł profesora nauk medycznych i nauk o zdrowiu.
W 2006 rozpoczęła pracę w Zakładzie Endokrynologii Ogólnej Uniwersytetu Medycznego w Łodzi, następnie w Katedrze Endokrynologii i Chorób Metabolicznych oraz w Katedrze Medycyny Molekularnej i Biotechnologii UMŁ. Pełniła bądź pełni funkcje: kierowniczki Zakładu Hodowli Komórkowych i Analiz Genomowych, prodziekanki Wydziału Lekarskiego UMŁ (od 2019), prorektorki UMŁ ds. nauki w kadencji 2024–2028.